# Église Saint-Pierre-et-Saint-Paul de Gallardon
Pour les articles homonymes, voir Église Saint-Pierre-et-Saint-Paul.
L'église Saint-Pierre-et-Saint-Paul est une église catholique située à Gallardon dans le département français d'Eure-et-Loir, en région Centre-Val de Loire.

## Historique
La façade, orientée sud-sud-ouest, présente un portail roman. Elle est flanquée de quatre contreforts entre lesquels sont percées trois baies en arc brisé.
Au XIIIe siècle, est construit un chœur, surélevé par rapport à la nef et muni d'un triforium soutenu par 52 colonnes. Ce chœur est réuni à la nef par une arcade étroite en arc brisé.
Le clocher s'appuie au nord sur une tour quadrangulaire du XVIe siècle, dont la flèche effilée, malmenée par les intempéries, date de l'époque contemporaine.
L'édifice est classé au titre des monuments historiques dès 1862.

L'église Saint-Pierre-et-Saint-Paul de Gallardon
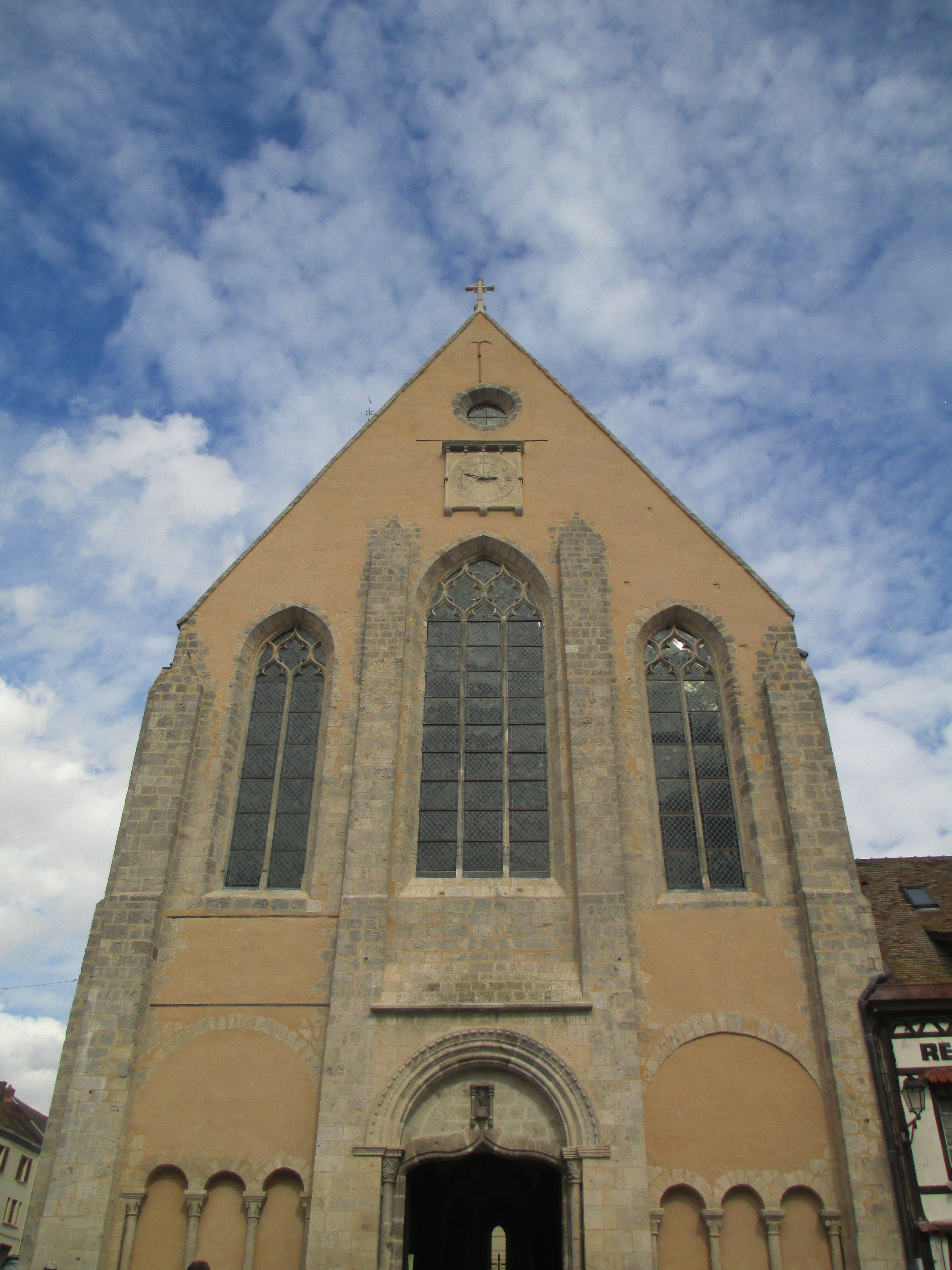
Façade.
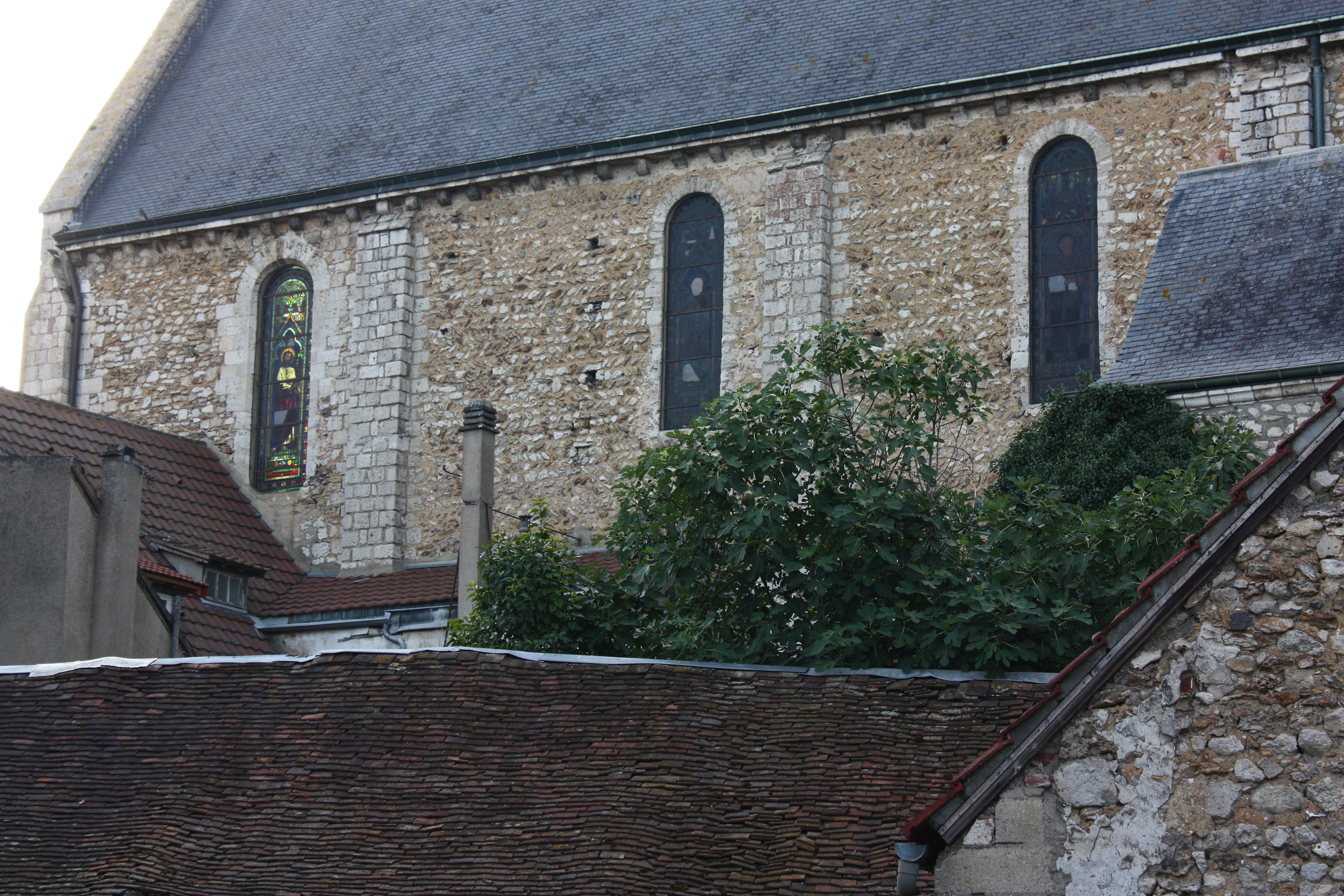
Vue du sud-est.
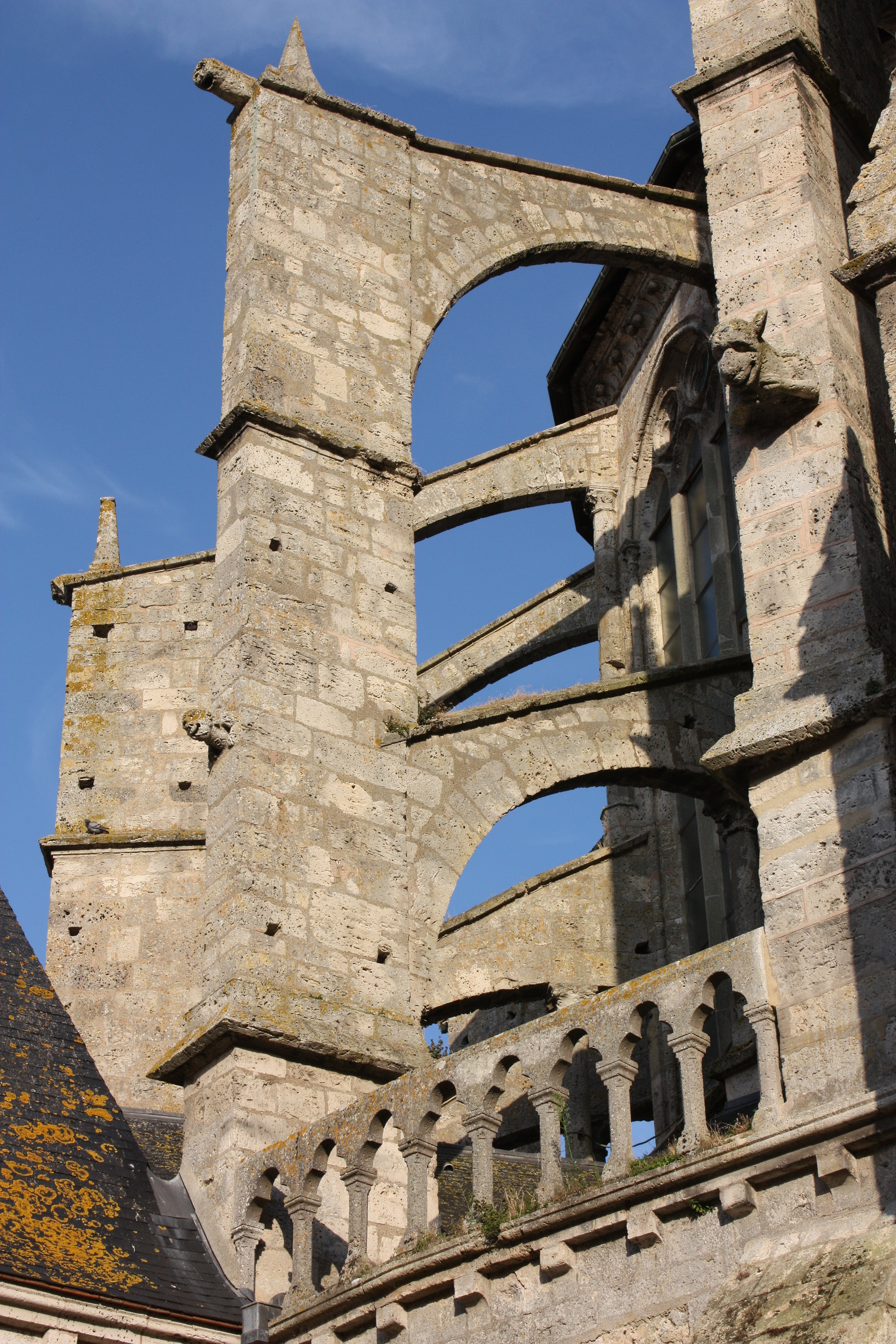
Arcs-boutants du chevet.
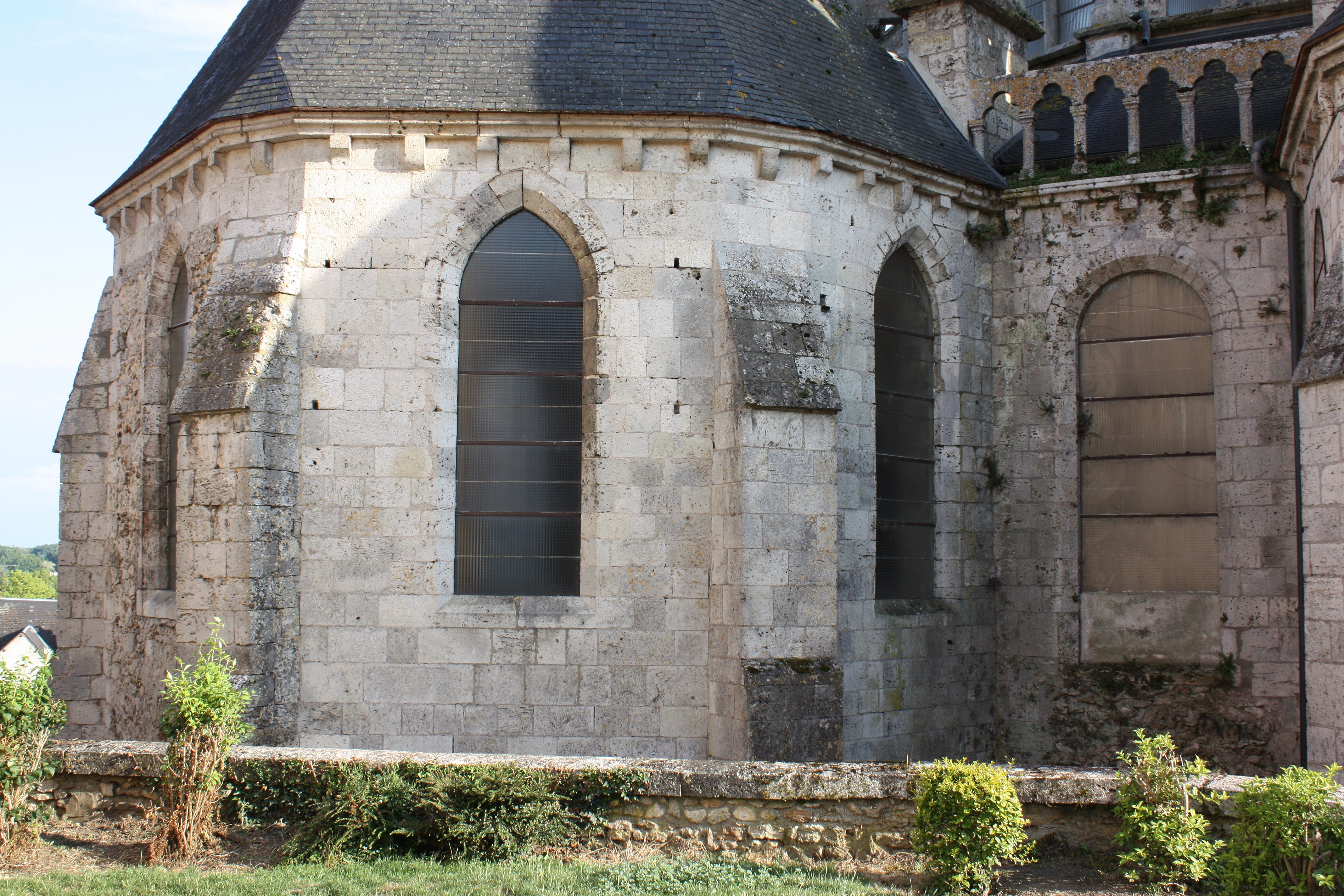
Absidiole du chevet.
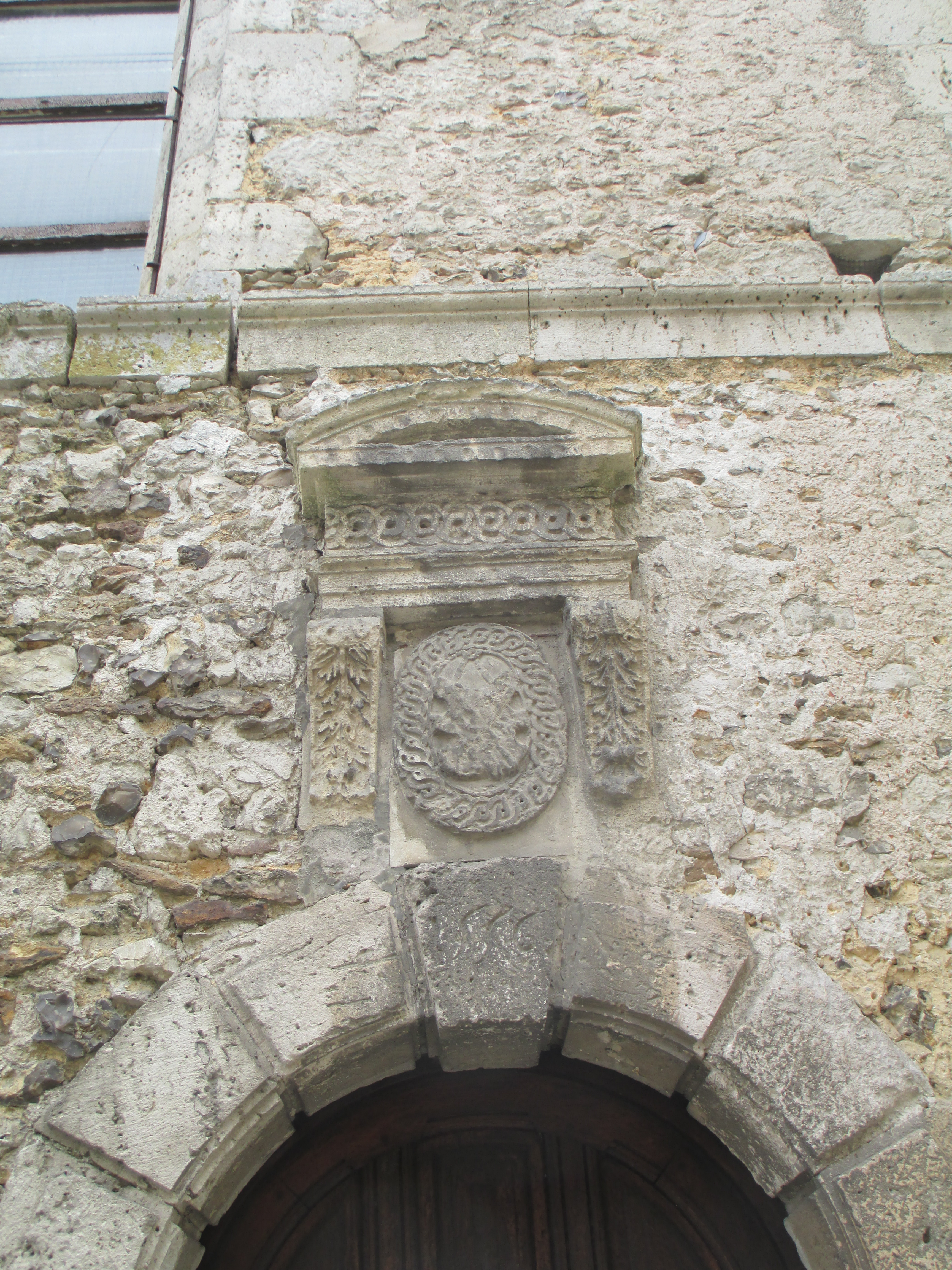
Porte plein cintre avec médaillon.

## Intérieur

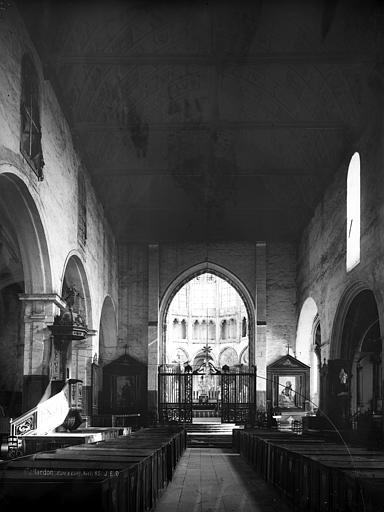
La nef est séparée du chœur par une grille, avant 1926.

L'intérieur de l'église Saint-Pierre-et-Saint-Paul permet la découverte de plusieurs chapelles, accessibles par le bas-côté nord : deux chapelles sont datées du XIIIe siècle et deux autres du XVIe.
L'édifice abrite un aigle-lutrin du XVIIIe siècle en bois sculpté et peint, sur une colonne piédestal.
Les fonts baptismaux formés d'une cuve en pierre de Tonnerre sculptée sont datés de 1586.
Des fragments de vitraux du XIIIe, XVIe et XVIIe siècles subsistent, avec plusieurs vitraux fin XIXe-début XXe siècle. Ces derniers, dont certains sont signés des ateliers Lorin de Chartres représentent des saints ou des scènes bibliques :
- Saint Mathieu, le Sacré-Cœur de Jésus et saint François de Sales, signé Lorin ;
- La mort de Joseph dans le transept sud, avec l'inscription latine portée par un ange sur un phylactère Beati mortui qui in Domino moriuntur (Heureux les morts qui meurent dans le Seigneur) ;
- Salvator mundi et saint Joseph ;
- Saint Pierre.

La statuaire est abondante : représentations de la Vierge à l'Enfant, saint Pierre, saint Raphaël, saint Georges terrassant le dragon, anges en pied sur socle 

Intérieur de l'église
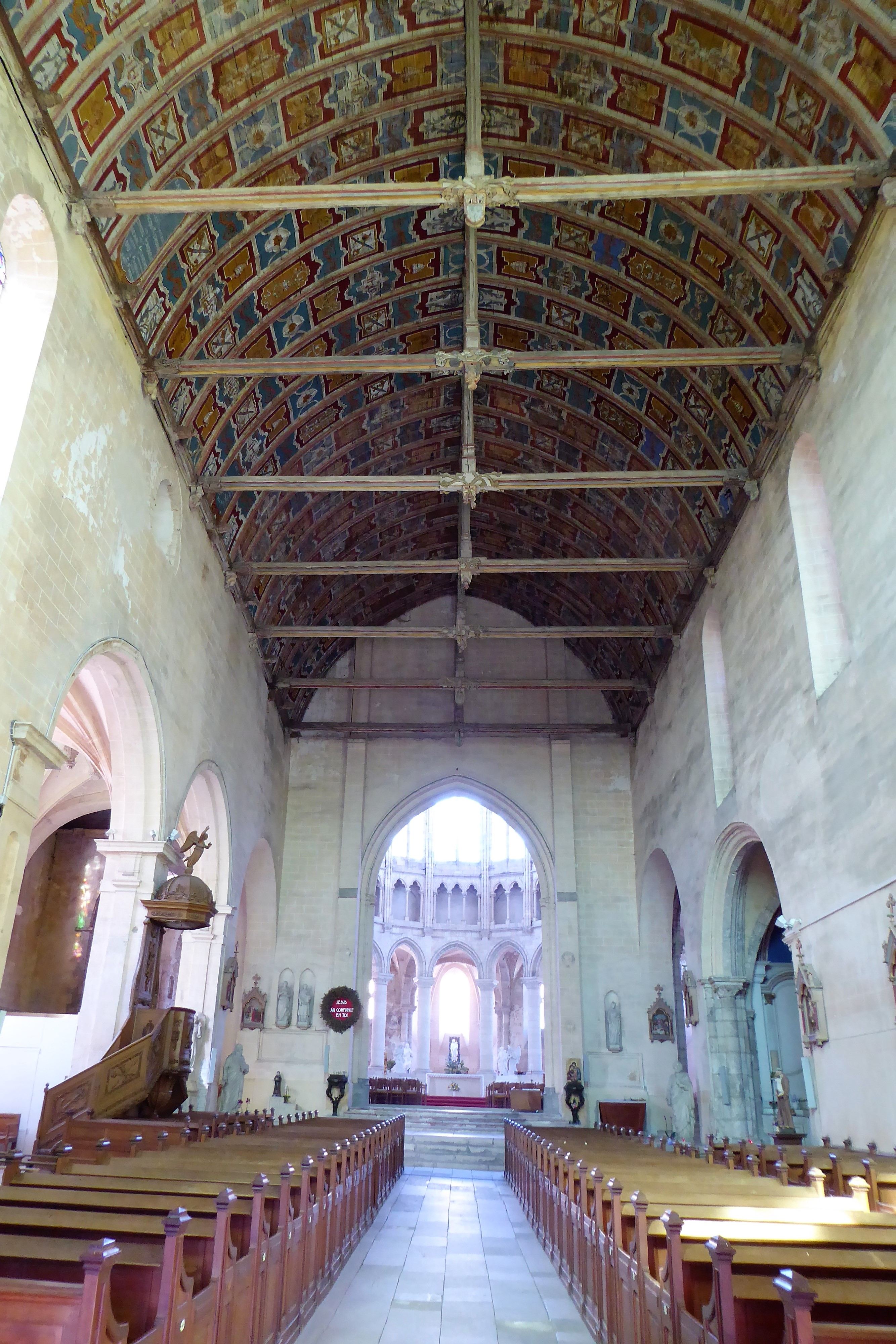
Voûte peinte.
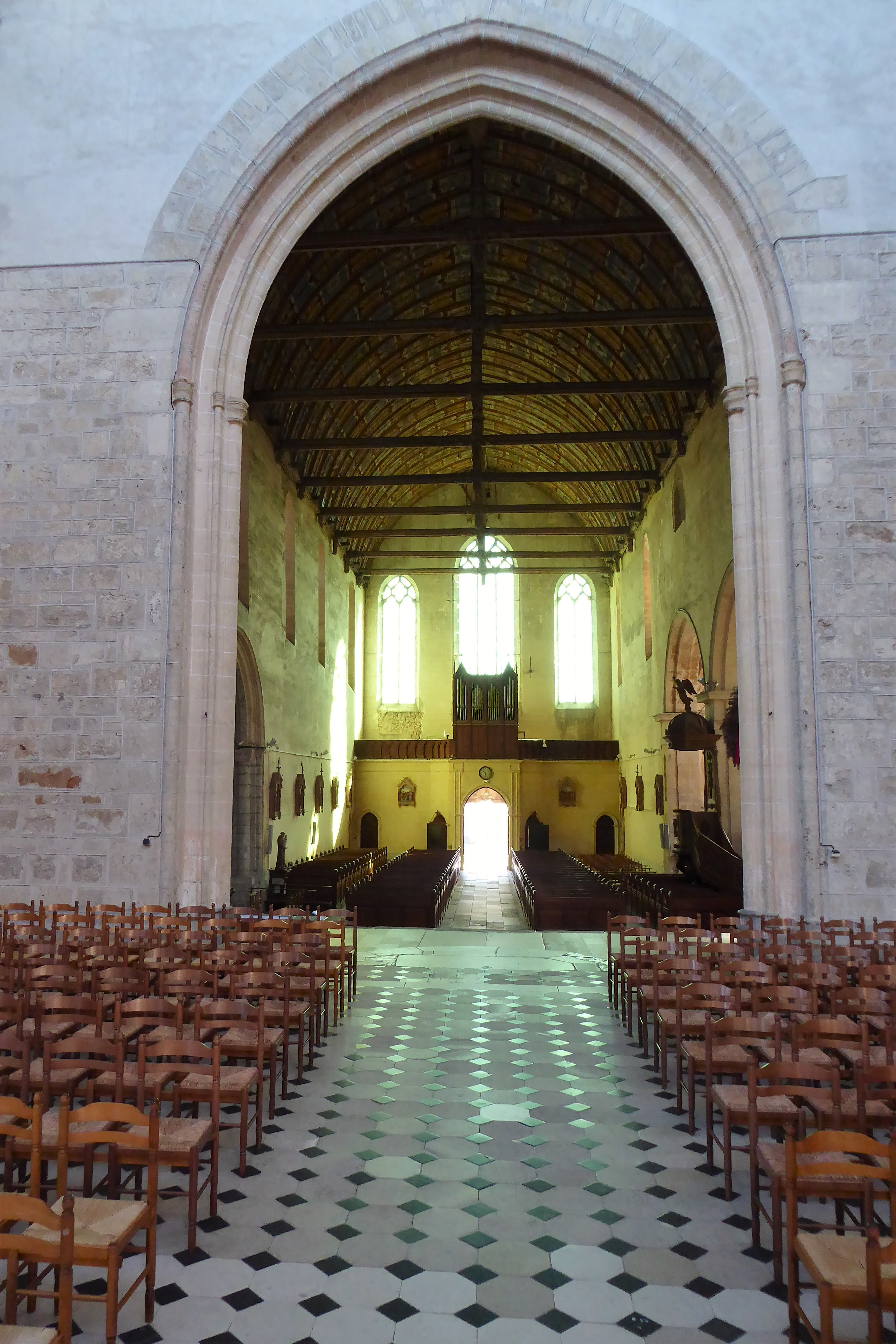
Nef vue du chœur.
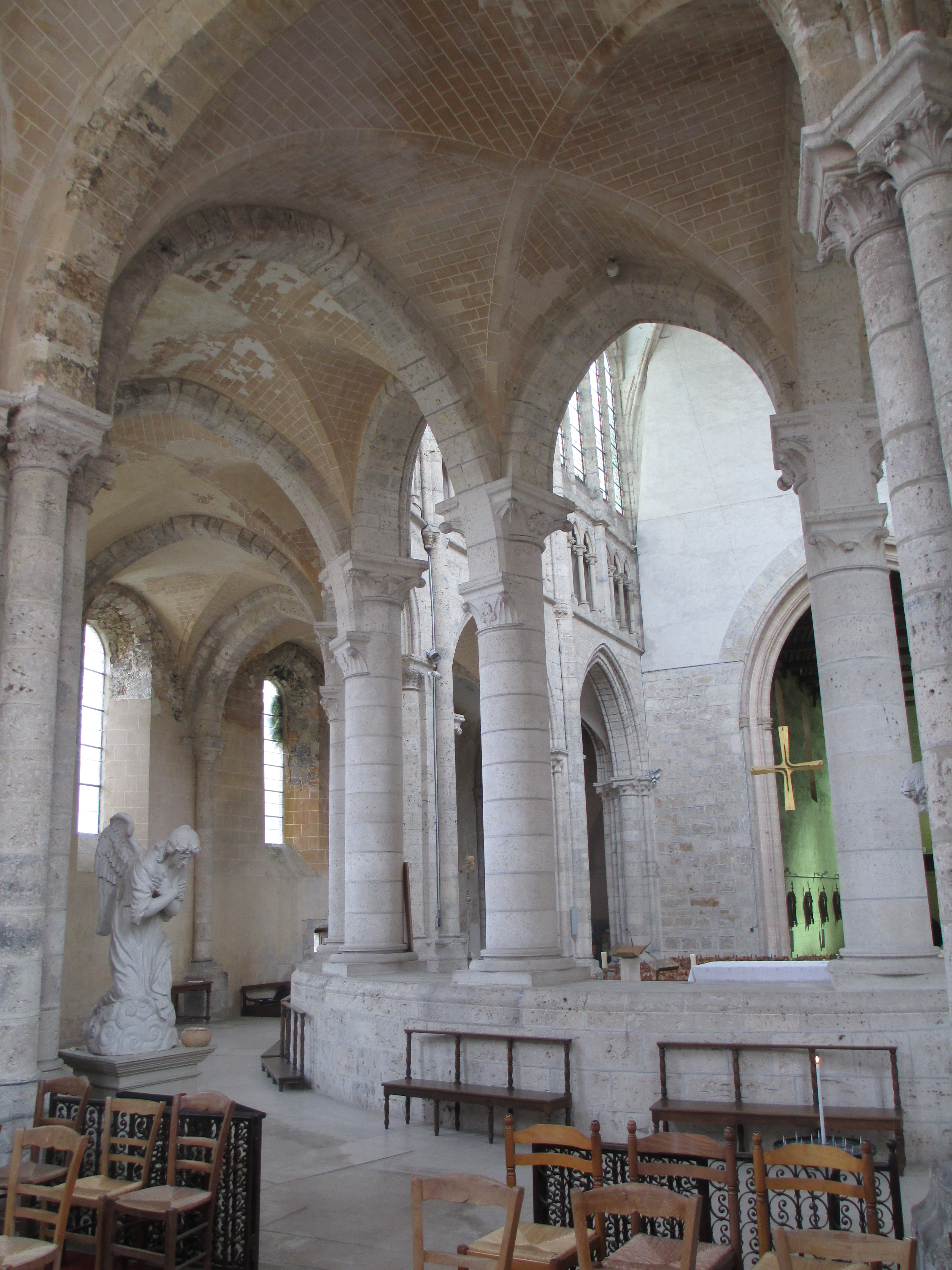
Déambulatoire.
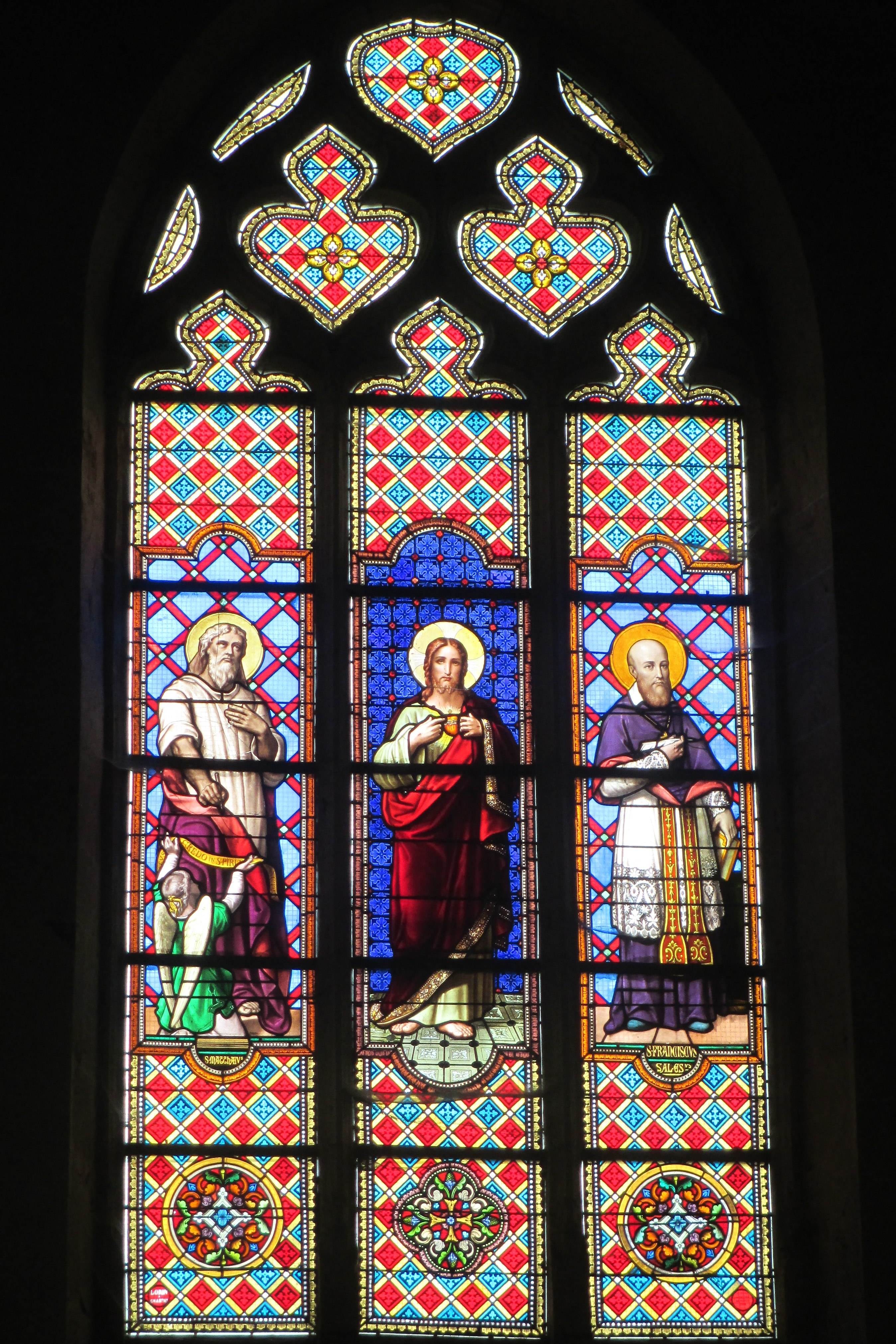
Vitrail des ateliers Lorin de Chartres.
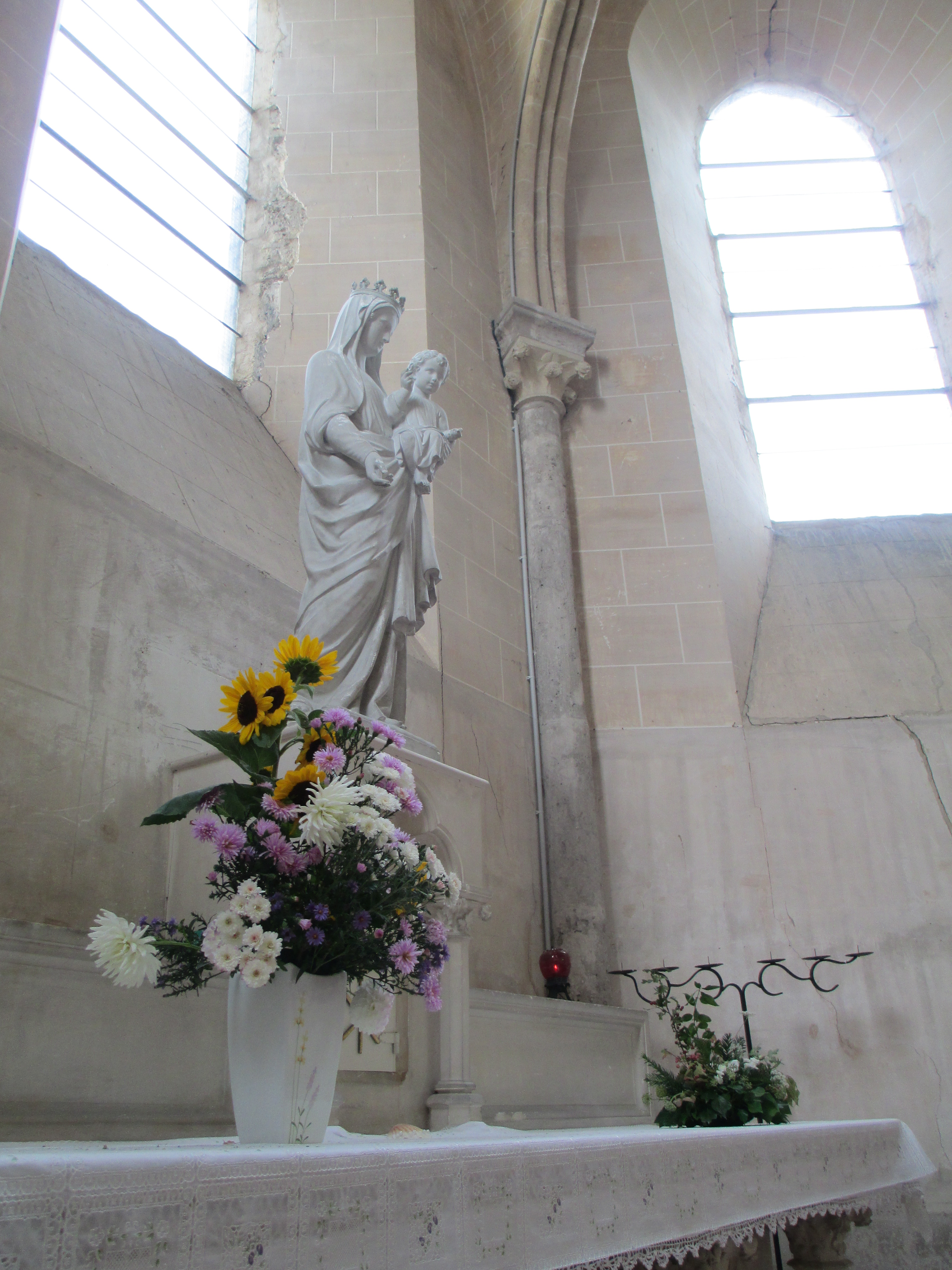
Statue de la Vierge à l'Enfant.
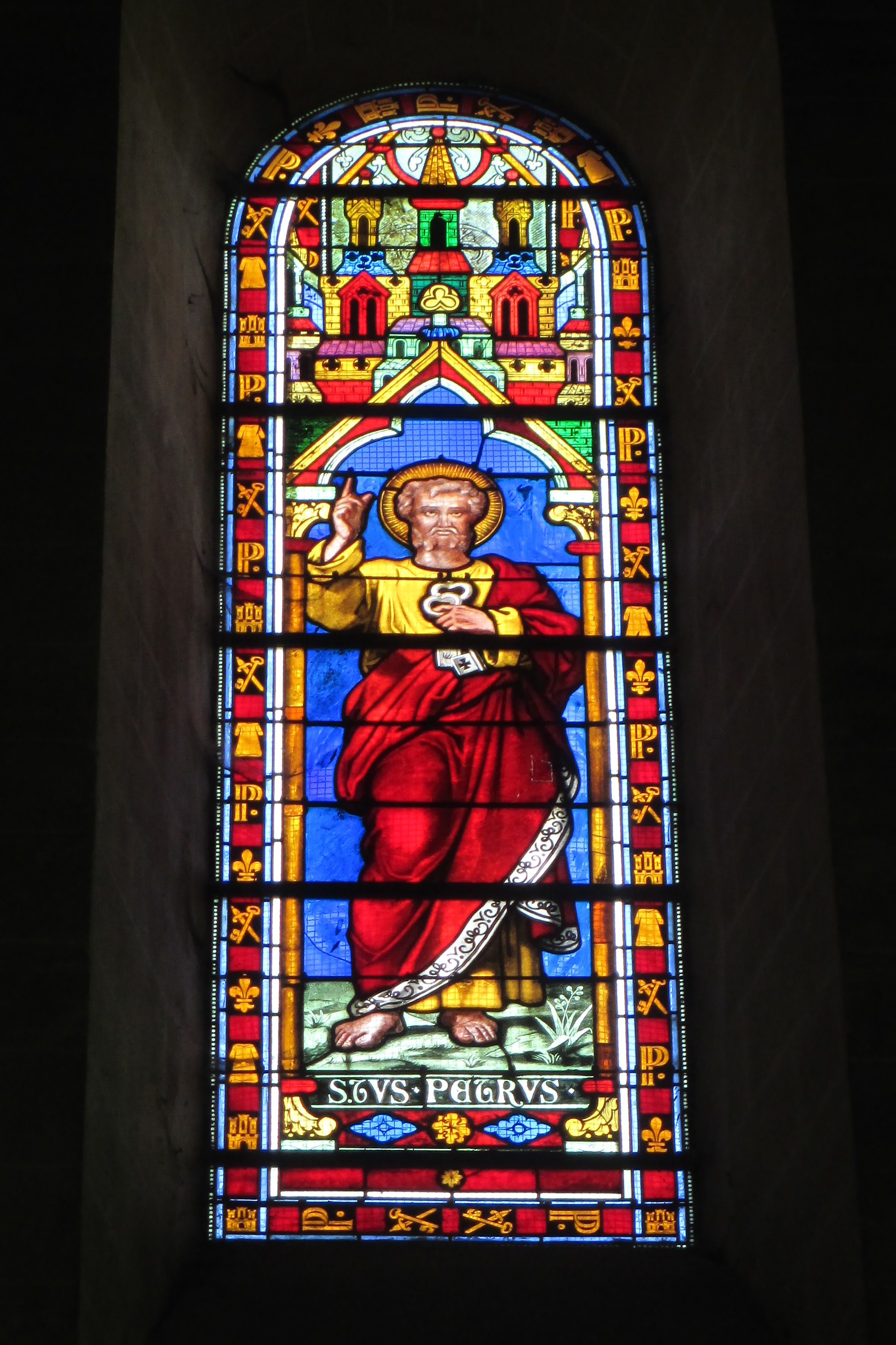
Vitrail de saint Pierre.
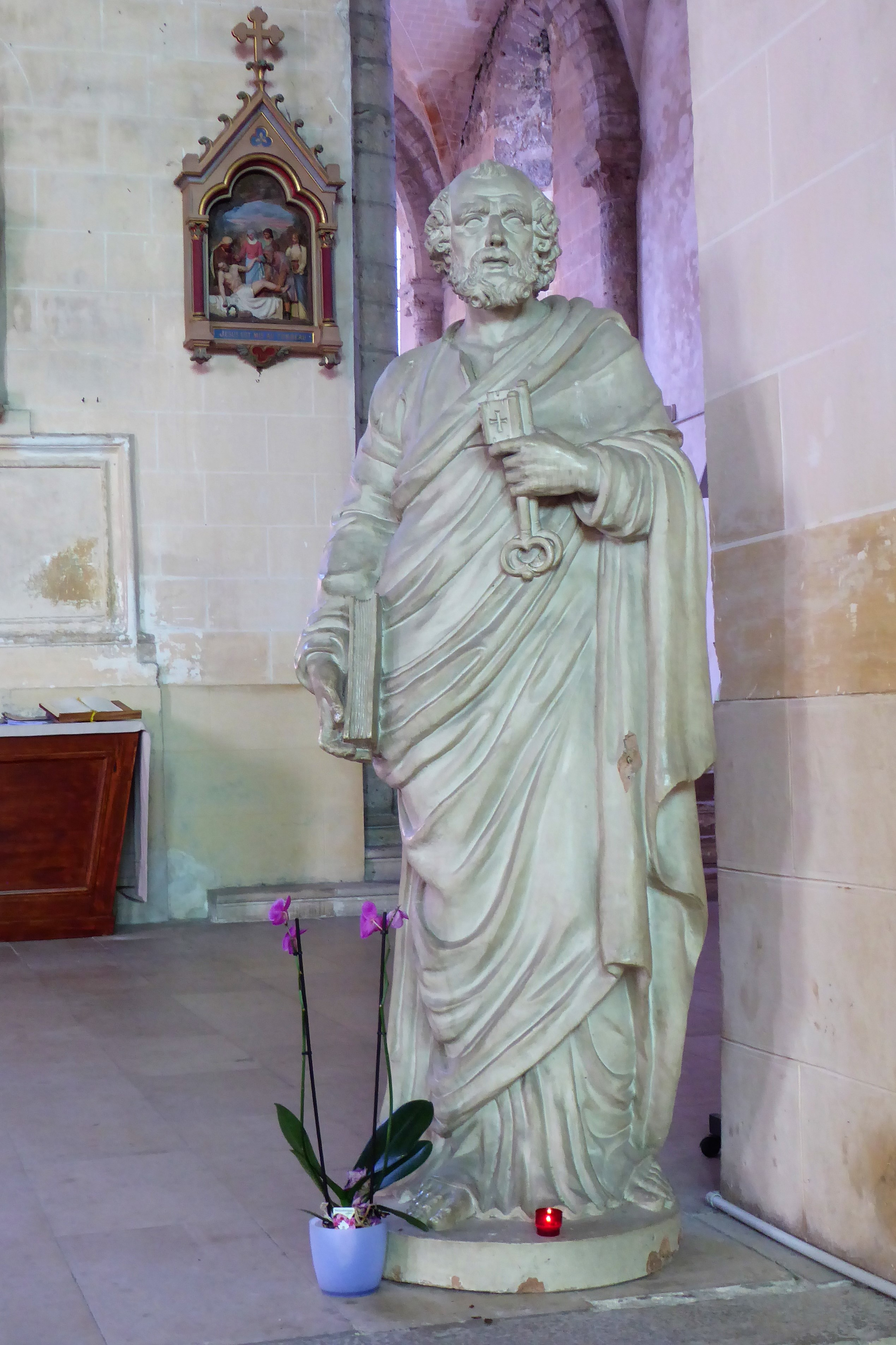
Statue de saint Pierre.
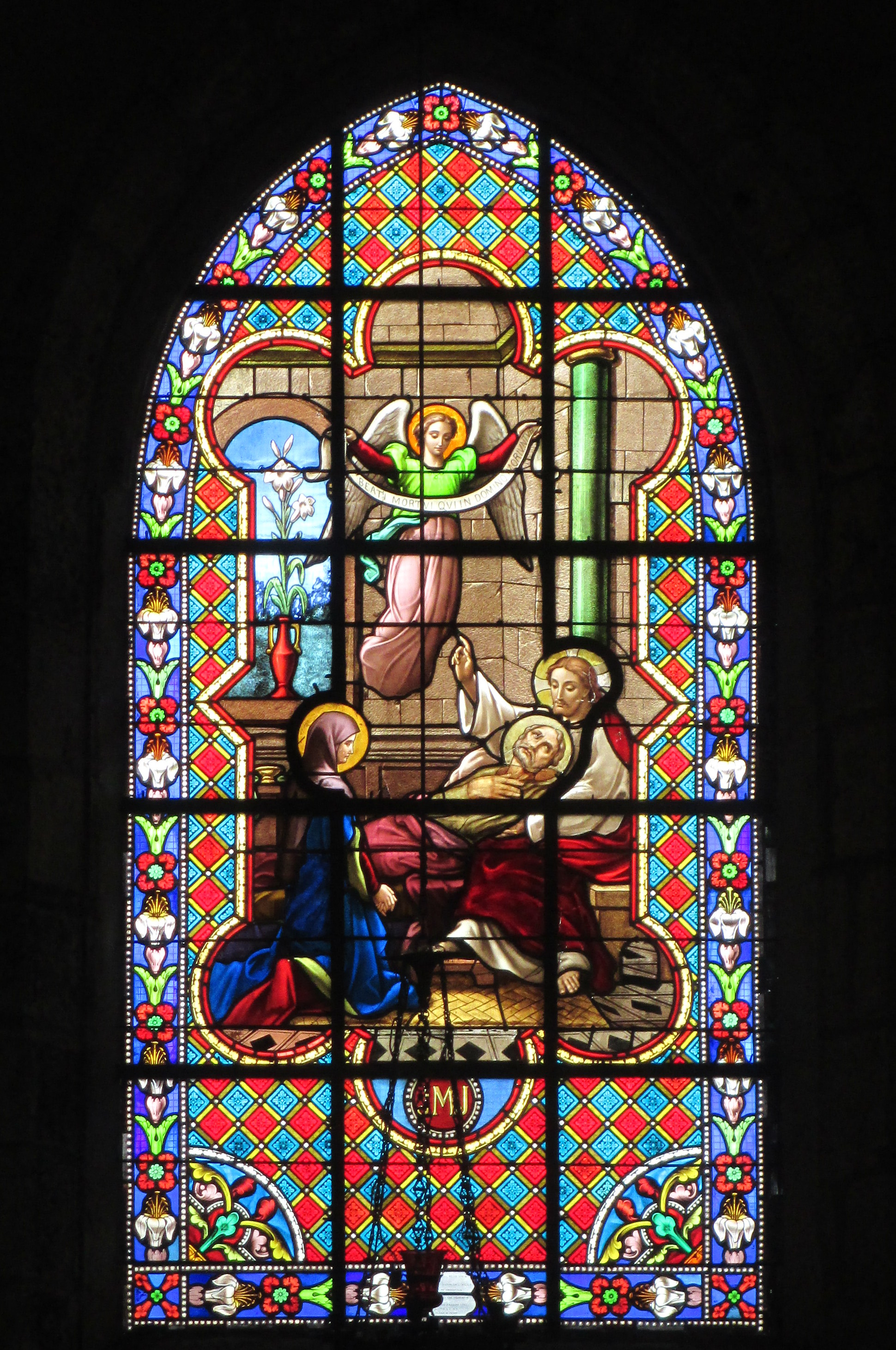
Vitrail de la mort de Joseph.
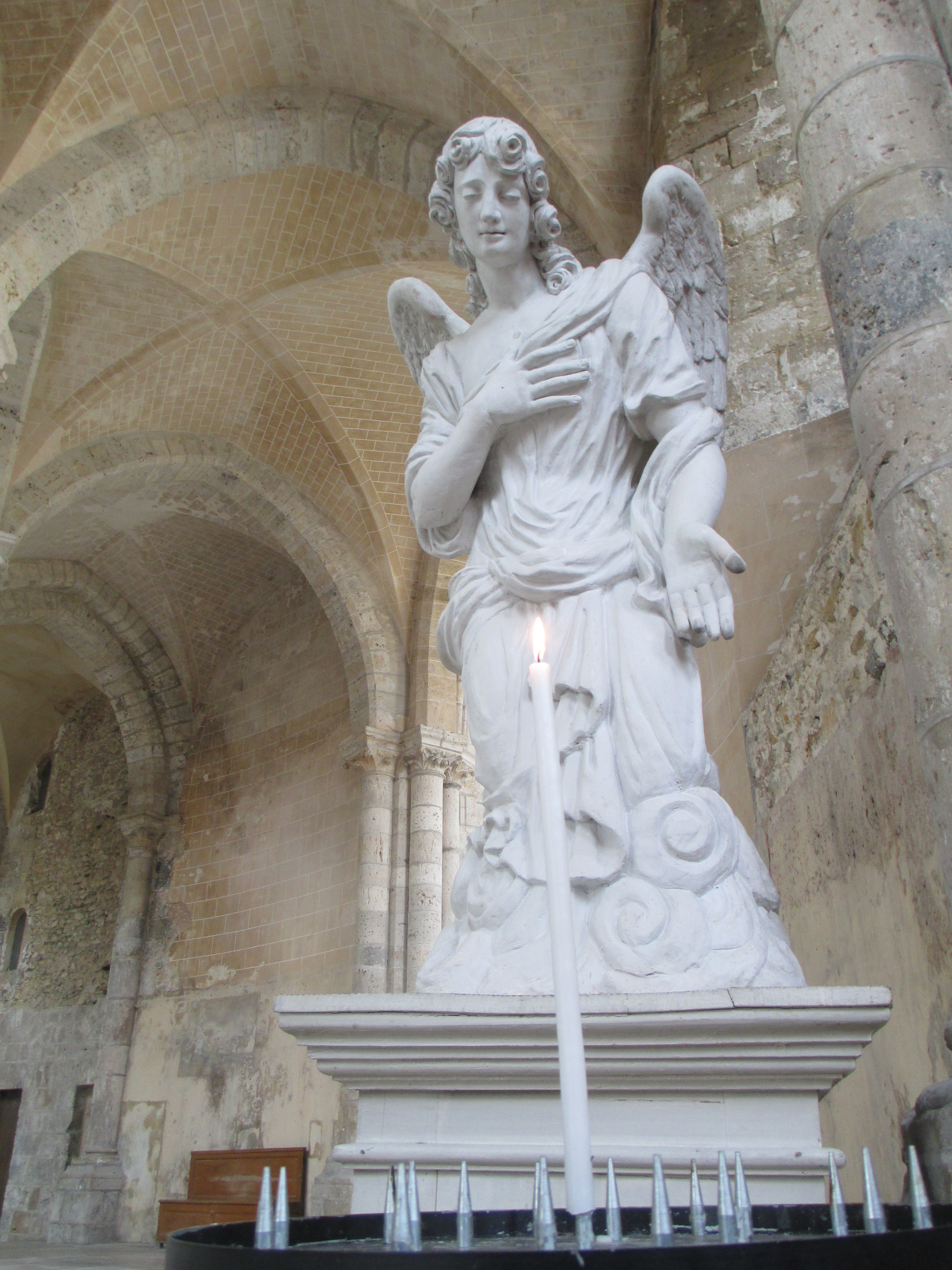
Statue d'ange.

### Pierres tombales
En 1914, les pierres tombales recensées dans l'église de Gallardon sont celles de :
- Antoine Heurtault, archer des gardes du corps du roi à la fin du XVIe et au début du XVIIe siècle ;
- René Chevrier (XVIe siècle), maire de Champseru et sa femme Michelle Rotier ;
- Mathurin Levacher (XVIe siècle), lieutenant général du bailliage de Gallardon et sa femme Louise Duhamel ;
- Antoine Jaret (1554-1587), huissier au Grand Châtelet| de Paris et sa femme Catherine Le Villain (1564-1587) ;
- Symphorien de Baste (1565-1649), intendant royal de Gallardon ;
- Marie Baron (1653-1722) épouse de Jean Garnier ;
- Lubine Guiblet (1673-1711), fille de l'apothicaire de Gallardon, ayant légué ses biens à la confrérie de charité de la ville,
- Jean de Turmenyes (décédé en 1742), curé de Gallardon de 1695 à sa mort ;
- Georges Darblay (mort en 1788), curé de Gallardon.

## Paroisse et doyenné
L'église Saint-Pierre d'Épernon fait partie de la paroisse La Sainte Famille en Voise-Drouette, rattachée au doyenné de la Vallée de l'Eure.